# Op med hodet!
Op med hodet! är en norsk komedifilm från 1933 i regi av Tancred Ibsen. I rollerna ses bland andra Lillebil Ibsen, Tore Foss och Julie Lampe.

## Handling
Tancred Ibsen skriver första sidan av filmens manuskript och en bartender blandar den nya favoritdrinken "Op med hodet", som är en blandning av musik, humor och charm. De medverkade presenteras, både de framför och de bakom kameran. Därefter skildras en revyteater på turné. I en mindre stad beger sig balettdansöserna ut på stan och möter då Theobald Tordenstam. Han är dramatiskt intresserad och förälskar sig snart i en av de unga balettflickorna, Lill. Uppmuntrad av flickorna reser Theobald till Oslo för att söka anställning som skådespelare. Han nekas på alla de stora teatrarna, men på revyteatern lyckas han övertala ledningen att få spela. Han anställs för att spela tragedier, som enligt revydirektören snarare kommer innebära ett stort komiskt nummer. Revyn byggs upp, kulisserna målas och scenografin görs i ordning. Theobald träffar återigen Lill som hjälper honom tillrätta i hans nya miljö. Theobald Tordenstam blir en succé, men utan att själv förstå varför. Han blir fast anställd med en månadslön på 1 000 kroner.

## Rollista
- Lillebil Ibsen – Lill, balettflicka
- Tore Foss – Theobald
- Julie Lampe – Theobalds mor
- Egil Hjorth-Jenssen – teaterchefen
- Leif Amble-Næss – balettregissör
- David Knudsen – bartender
- August Mowinckel-Nilsen – regissör (krediterad som Gogo Mowinckel-Nilsen)
- Sverre Arnesen – scenarbetare
- Carsten Carlsen – kapellmästaren
- Lalla Carlsen – skådespelare
- Leif Enger – skådespelare
- Herbert Herding-Herberth – skådespelare
- Leif Juster – skådespelare
- Olaf Kronstad – skådespelare
- Per Kvist – skådespelare
- Ella Peaters – skådespelare
- Eugen Skjønberg
- Einar Vaage
- Finn Bø – sig själv
- Arne Svendsen – sig själv
- Kristian Hauger – pianist, sig själv
- Chat Noirs balett
- Chat Noirs orkester

## Om filmen
Filmen är Tancred Ibsens fjärde filmregi. Den producerades av Erling Bergendahl och Ibsen för bolaget Kamerafilm. Manuset skrevs av Ibsen och filmen fotades av Harald Berglund. Den klipptes samman av Ibsen och premiärvisades den 30 oktober 1933 i Norge. Musiken komponerades av Kristian Hauger med text av Finn Bø och Arne Svendsen.